# Utva 66
UTVA 66 (kodno ime JRV: V-51) je vojaško štirisedežno visokokrilno letalo Jugoslovanskega vojnega letalstva s fiksnimi predkrilci in repnim kolesom, namenjeno za pošto, lahek transport in transport ranjencev. Delno se je uporabljalo tudi kot športno letalo v aeroklubih na ozemlju nekdanje Jugoslavije za metanje padalcev, izjemoma zaradi velike potrošnje goriva za vleko jadralnih letal. UTVA 66 je bila razvita iz Utve 60 in je prvič poletela leta 1966. Letalo je bilo poznano po hrupnosti, saj je imelo vojaško verzijo motorja Lycoming GSO-480-B1J6 s 340 konjskimi močmi in trokrakim hidravlično spremenljivim propelerjem. Poraba goriva je znašala cca. 68 litrov (18 GPH) na ekonomskem režimu križarjenja, 106 litrov (28 GPH) na hitrem križarjenju in 163 litrov (43GPH) pri polni trajni moči ter 197 litrov (52 GPH) na vzletni moči. Letalo je imelo tudi tako imenovani 'forsaž' - pravilneje visoko stopenjski kompresor, gumb na ročici za plin, ki dodatno odpre kompresor in motor razvije dodatnih 20 konjev, za vzletanje s kratkih stez in vzpenjanje na večje višine, ta režim je bil omejen na največ 5 minut.
Osnovna različica letala ni bila obrožena, vendar je imel opcijo vgradnje dveh univerzalnih podkrilnih nosilcev nosilnosti 150 kg vsak. Obstaja tudi različica hidroplana UTVA 66H (vojaška oznaka Avion V-52), ki ima plovce namesto koles. V Sloveniji so kot padalska letala v aeroklubih služile tri U-66.

## Specifikacije (UTVA 66 1971)
Podatki iz Upravljanje Avionom V-51
Splošne karakteristike
- Posadka: 1 pilot
- Število sedežev: 3 potnikov
- Dolžina: 8.38 m (27 ft 6 in)
- Razpon kril: 11.40 m (37 ft 4 in)
- Višina: 3.2 m (10 ft 4 in)
- Površina kril: 18.08m² (194 ft²)
- Aeroprofil: NACA 4412
- Teža praznega letala: 1251 kg ()
- Naložena teža: 1820 kg ()
- Maks. vzletna teža: 1820 kg ()
- Pogon letala: 1 Harttzell HC-B3Z201 96"(1020) ×  Kompresorsko polnjen reduktorski 6-valjni zračnohlajeni protibatni motor Lycoming GSO-480-B1J6, 340 KM pri 3400 RPM in 48 InHg ()  vsak

 Zmogljivost 
- Maks. hitrost: 300 km/h
- Doseg: 750 km (465 milj, 400 navtičnih milj)
- Višina leta: 6700 m ()
- Hitrost vzpenjanja: 5 m/s ()

Oborožitev

- Strelno orožje: 1xM53 Šarec 1000 nabojev - iz zadnje kabine
- Nosilci za orožje: 2x s kapaciteto 150 kg (330 lb) in zalogo orožja s kombinacijo:
  - Rakete: 4x RL 128-02 128 mm (HVAR-5) ali 2x rocket launcher with 12 rockets 57 mm
  - Bombe: 8x RAB16
  - Drugo: 2x MAC-AA-52 container 7,62 mm